# Ressurreição do filho da viúva de Naim

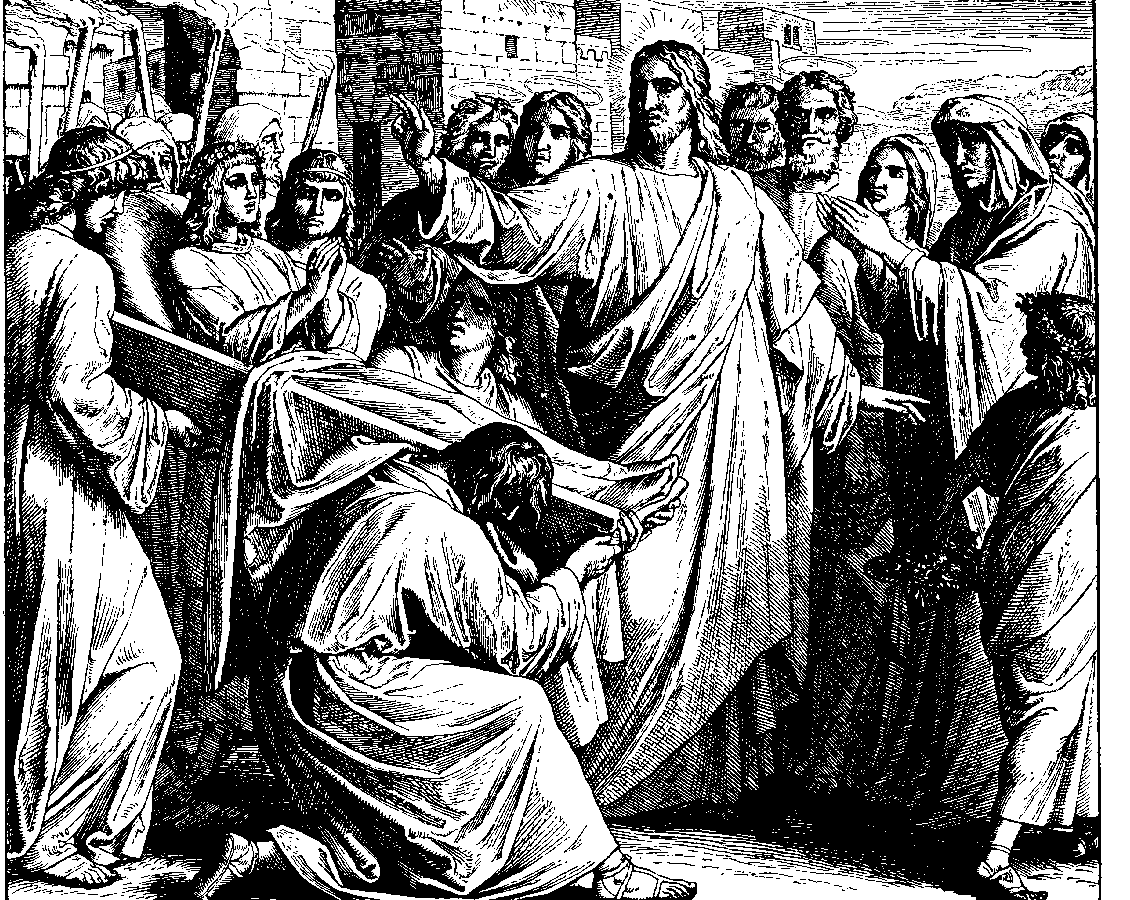
Jovem de Naim.
Gravura da Die Bibel in Bildern, 1860.

A ressurreição do filho da viúva de Naim foi um dos milagres de Jesus, realizado durante o enterro do jovem, na vila de Naim, aproximadamente quatro quilômetros ao sul do Monte Hermon. Este evento é relatado no Evangelho de Lucas e é a primeira das três vezes, nos evangelhos canônicos, que Jesus traz alguém de volta à vida (as outras foram a ressurreição da filha de Jairo e a ressurreição de Lázaro).
Vale ressaltar que Jesus andou a pé cerca de 50 km para chegar a Naim, já que se encontrava antes em Cafarnaum, cidade na qual acabara de curar o servo de um centurião.

## Narrativa bíblica
Lucas o descreve assim:
| “ | «Em dia subseqüente dirigia-se Jesus para uma cidade chamada Naim, e iam com ele seus discípulos e uma grande multidão. Ao aproximar-se ele da porta da cidade, eis que levavam para fora um defunto, filho único de sua mãe, que era viúva; e vinha com ela muita gente da cidade. Logo que o Senhor a viu, compadeceu-se dela, e disse-lhe: Não chores. Chegando-se, tocou o esquife e, parando os que o conduziam, disse: jovem, eu te mando, levanta-te. Aquele que havia estado morto, sentou-se e começou a falar; e Jesus o entregou à mãe dele.» (Lucas 7:11–15) | ” |